# Ольшани (Любінський повіт)
Ольшани (пол. Olszany, нім. Ölschen) — село в Польщі, у гміні Рудна Любінського повіту Нижньосілезького воєводства.
Населення — 153 особи (2011).
У 1975-1998 роках село належало до Легницького воєводства.

## Демографія
Демографічна структура станом на 31 березня 2011 року:
|          | Загалом | Допрацездатний вік | Працездатний вік | Постпрацездатний вік |
| -------- | ------- | ------------------ | ---------------- | -------------------- |
| Чоловіки | 83      | 20                 | 57               | 6                    |
| Жінки    | 70      | 9                  | 42               | 19                   |
| Разом    | 153     | 29                 | 99               | 25                   |